# Can Vilar (Sant Feliu de Buixalleu)
Can Vilar és una masia de Sant Feliu de Buixalleu (Selva) protegida com a Bé Cultural d'Interès Local.

## Descripció
Masia aïllada, situada a Sant Feliu de Buixalleu.
L'edifici, de planta baixa, pis i golfes, està cobert per una teulada a doble vessant desaiguada a les façanes principal i posterior.
A la façana principal, hi ha una porta d'entrada en arc de mig punt format per dovelles i brancals de carreus de pedra. A banda i banda, dues fientres amb llinda monolítica, brancals i ampit de pedra. La finestra dreta està protegida per una reixa de ferro frojat.
Al pis, tres grans obertures amb llinda monolítica i brancals de carreus de pedra, que es tanquen amb persianes.
A les golfes, dos ulls de bou (que són respiralls) i una finestra quadrangular, amb ampit i brancals de pedra.
Adossat al costat esquerre, un cos amb una galeria amb arcs rebaixats que descansen sobre columnes, i a sobre una balustrada amb pedra. A les golfes, destaca una obertura triple en arcs escarsers i balustrada.
Adossat a la masia, al costat dret, hi ha la masoveria (abans les quadres). Aquesta té una porta d'accés i una finestra (protegida per una reixa) en arc de llinda i brancals a la planta baixa.
Al pis, dues finestres amb llinda monolítica. La de l'esquerra té ampit i brancals de pedra.
A les golfes, dues finestres quadrangulars molt senzilles.
La capella, a la dreta de la masoveria, molt restaurada, té una porta d'entrada en arc de mig punt i un ull de bou amb una campana. La coberta és a una vessant.
Al voltant de l'edifici hi ha altres dependències, com la pallissa, restaurada després dels incendis de 1994.

## Història
De l'any 1500 daten les escriptures amb llatí a nom d'Aleix Vilar i referents al mas. Altres dades les trobem en diverses inscripcions fetes sobre els murs: 1740, 1750, 1781.
La masia ha passat sempre per herència de pares a fills, fins l'última generació que, havent-hi només una noia, per matrimoni passà a dir-se Palomé-Vilà, conservant el mas el nom de Can Vilà.
En una reconstrucció de la teulada es va trobar una teula àrab amb la següent inscripció: "La feta Fco. de Costa pagès, de l'abadia de St. Salvador de Breda, fornada el 20 d'agost del any 1683" "Jesús Maria". "Fco. de Costa".
L'edifici va ser cremat i reconstruït en part l'any 1840. Tenia premsa.